# Tell Amarna
|  | No s'ha de confondre amb Al-Amārna. |

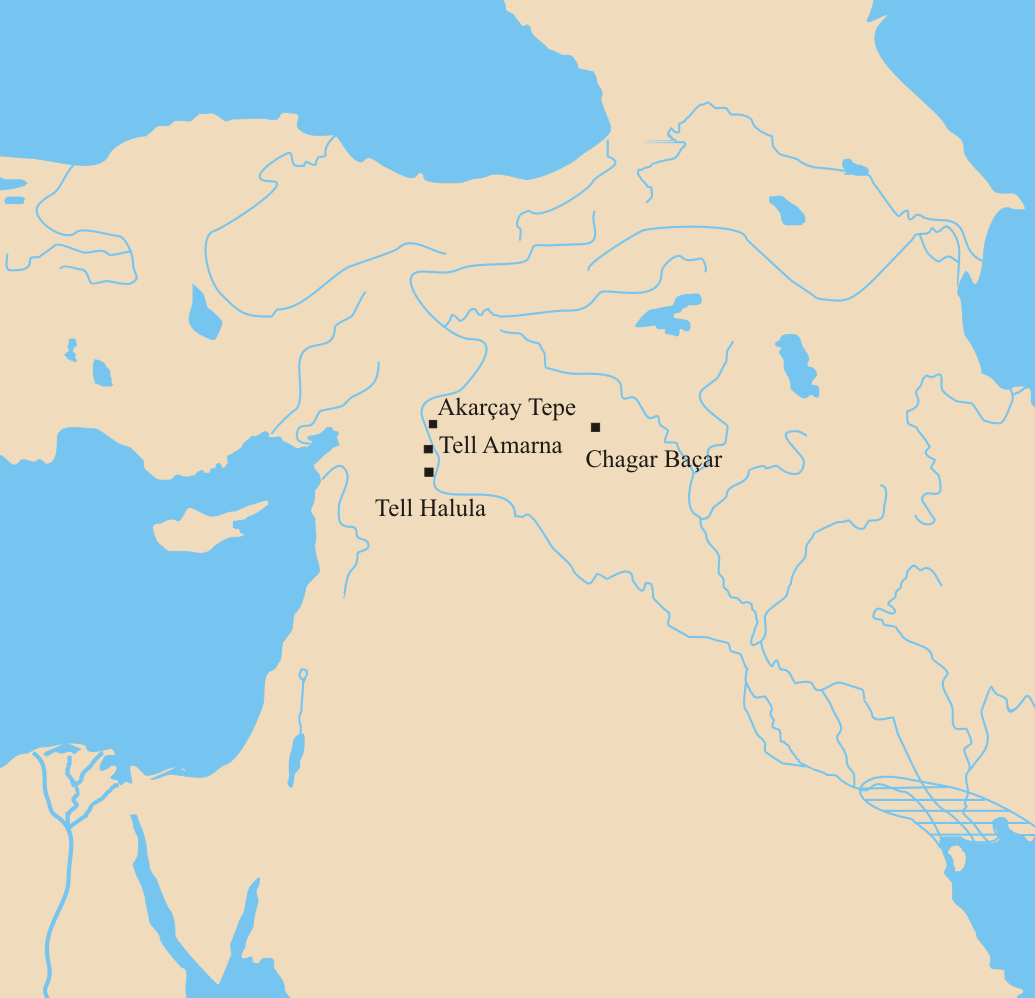
Excavacions catalanes a Síria i Turquia

Tell Amarna és un jaciment arqueològic de Síria a la vall mitjana de l'Eufrates prop del poble de Djerablus, en territori sirià, però a tocar de la frontera amb Turquia.
Va ser descobert el segle passat pel L. Wooley, qui va realitzar dues campanyes arqueològiques (1911-1914). S'hi han trobat objectes de l'edat del bronze. La participació catalana en l'excavació es va iniciar el 1991, amb la crida pel salvament de jaciments arqueològics afectats per la construcció del pantà de Tichrine, i es va crear una missió dirigida pel professor Ö. Tunca de la Universitat de Lieja, amb el qual va col·laborar l'equip de la Universitat Autònoma de Barcelona (1997-1999). Les actuacions catalanes van ser dirigides per Walter Cruells amb la participació de Merce Gangonells, estudiant els materials ja posats a la llum i obrint noves prospeccions. Els habitants de l'assentament practicaven un cicle agrícola en els camps al llarg del riu combinat amb les activitats de ramaderia i cacera; la ceràmica trobada és de fabricació local, hipòtesi contrastada amb les analítiques petrològiques i de difracció de raigs X. S'han trobat diversos estris com falçs de sílex, amb finalitats agrícoles; els animals domèstics eren comuns (ovelles, cabres i bòvids) i aportaven llana, carn i llet. Es creu que era un establiment de tipus campament temporal amb estructures simples i no un establiment permanent.